# 海希爾 (堪薩斯州)
海希爾（英語：Highhill）是位於美國堪薩斯州魯克斯縣的一個鬼鎮。

## 歷史
海希爾的郵政局於1885年設立，直到1891年結束營運。現時海希爾已沒有任何遺址。

## 地理
海希爾所處的海拔為高於海平面583米（即1913英呎），而該地所採用的時區為UTC-6，即北美中部時區（CST）。同時該地設有夏令時間，為UTC-6調快一小時，即UTC-5（CDT）。